# Eruviel Ávila

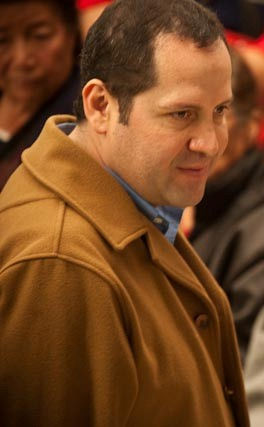
Ávila in 2009

Eruviel Ávila Villegas (Ecatepec, 1 mei 1969) is een Mexicaans advocaat en politicus. In 2024 werd hij verkozen als kamerlid namens de Groene Ecologische Partij. Voordien was Ávila lid van de  Institutioneel Revolutionaire Partij (PRI). Hij was van 2011 tot 2017 gouverneur van de staat Mexico. In 2018 werd hij verkozen in de Senaat.

## Biografie
Ávila studeerde recht aan de Nationale Autonome Universiteit van Mexico (UNAM). Hij werd driemaal in het congres van de staat Mexico gekozen en werd in 2009 burgemeester van zijn geboorteplaats Ecatepec, een van de grootste gemeentes van het land. Ávila was in 2011 namens de PRI kandidaat voor het gouverneurschap van Mexico. Hij versloeg met grote marge Alejandro Encinas Rodríguez en Luis Felipe Bravo Mena.
Ávila geldt als bondgenoot van zijn voorganger en President van Mexico tussen 2012 en 2018, Enrique Peña Nieto.
In 2024 stapte hij over naar de Groene Ecologische Partij van Mexico om presidentskandidaat Claudia Sheinbaum te steunen. Voor die partij werd hij kamerlid voor de periode 2024-2027.